# Gustaf Westerlund
Gustaf Westerlund, född 23 januari 1801 i Härnösand, död 10 maj 1866 i Jokkmokks församling, var en svensk präst.

## Biografi
Westerlund var son till bokbindaredottern Catharina Sofia Westerlund. Han blev student vid Uppsala universitet 1827, prästvigdes den 18 juni 1828, blev samma år pastorsadjunkt i Fredrika församling, blev pastorsadjunkt i Sorsele församling 1829, tillförordnad pastor där 1830 och blev pastorsadjunkt i Arvidsjaurs församling 1831. Mellan 1832 och 1845 var han den ende prästen i Arvidsjaurs församling. 1848 blev han vice skolmästare och tillförordnad pastor i Gällivare församling och var sedan 1849 kyrkoherde i Jokkmokk.

### Familj
Westerlund gifte sig 1 januari 1829 med Brita Christina Nyström (1807–1883), dotter till komministern Hans Nyström i Kortesniemi och Sara Margreta Bergman. De fick tillsammans barnen kyrkoherden Hans Gustaf Westerlund (1829–1889) i Bygdeå församling, Christina Sofia Westerlund (1831–1908) som var gift med kyrkoherden Carl Nat. Fjellström i Sorsele församling, skolläraren och kronolänsmannen Carl Henrik Westerlund (1833–1874) i Norsjö, hemmansägaren och handlanden Johan Emanuel Westerlund (1834–1887) i Mattisudden, Gustava Charlotta Westerlund (född 1836), Sara Maria Westerlund (1837–1911) som var gift med handlanden Oscar Engelmark, Eva Catharina Westerlund (1838–1903) som var gift med kyrkoherden Johannes Mörtsell i Stensele församling, barnmorskan Anna Amalia Westerlund (född 1840) som var gift med poststationsföreståndaren Samuel Alexander Ullenius, Brita Johanna Westerlund (född 1841) som var gift med kyrkoherden Magnus Teodor Berling i Arvidsjaurs församling, kronolänsmannen Erik Abraham Westerlund (1842–1904), Oskar August Westerlund (född 1843), kyrkoherden Axel Fredrik Westerlund (1845–1916) i Örträsks församling, trävaruhandlaren Arvid Bernhard Westerlund (1846–1907) i Bygdeå, Klara Ulrika (född 1848) som var gift med handlanden Anton Johansson i Boden, lärarinnan Hedvig Augusta Westerlund (1850–1898) i Gävle, Hilda Carolina Westerlund (född 1851) som var gift med hemmansägaren Johan Efraim Königsson och vikarierande lektorn Samuel Vilhelm Westerlund (1853–1899) i Luleå.